# United Press International
United Press International (UPI ou United Press) est une agence de presse américaine créée en 1907. Elle a été, avec Associated Press, Reuters et l'Agence France-Presse, une des quatre principales agences de presse au monde avant de décliner puis s'éteindre dans les années 1990.

## Histoire
La société est créée en 1907 par l'éditeur Edward Willis Scripps, en reprenant le nom d'United Press, une structure associative à laquelle avait adhéré en 1882 le navire-amiral du groupe de presse familial, The Detroit News.
Le nom d'usage devient très vite "United Press". Dès sa création, 369 journaux américains sont clients, dont une partie seulement appartiennent au groupe de presse d'Edward Willis Scripps. Ce dernier veut faire de la nouvelle agence une alternative à l'Associated Press, coopérative des journaux américains. 
À partir de 1920, il investit dans la radio WWJ et fonde l'Evening News Association, association des journaux américains du soir. UPI cultive un style direct, informatif, accessible au grand public et adapté à la radio. UPI fonde en 1923 à Montréal une nouvelle société, la "British United Press", dont la filiale londonienne est une réplique de la maison-mère, afin de viser le marché européen. Elle y opère tout de suite une percée, par un contrat la même année avec l'agence de presse russe Rosta (plus tard l'Agence Tass), même si celui-ci est résilié au bout d'un an. 
En 1959, United Press fusionne avec l'agence International News Service, fondée en 1909 par l'éditeur William Randolph Hearst. Le nouveau groupe est alors baptisé United Press International (UPI). Merriman Smith, l'un de ses journalistes, est resté célèbre pour avoir décroché le prix Pulitzer car il a annoncé avant tous les autres l'assassinat du président américain JFK en 1963, alors qu'il suit la voiture présidentielle.
Dans les années 1980 et 1990, UPI est affectée par la cessation d'activité de nombreux journaux du soir et cumule 24 millions de dollars de pertes financières en six ans.

## Actionnariat
Après avoir connu 7 propriétaires différents de 1992 à 2000, UPI est rachetée par News World Communications, un groupe de presse qui possède le Washington Times, et appartenait à Sun Myung Moon, appelé par ses fidèles le "révérend Moon" et fondateur officiel de l'Association du Saint-Esprit pour l'unification du christianisme mondial (communément appelée « Église de l'Unification »).
La société fournit des informations en anglais et en espagnol, sur la géopolitique, l'énergie et la sécurité. 
Les salariés et journalistes de l'UPI, qu'ils soient pigistes ou mensualisés, sont surnommés les Unipressers.